# Max Glatt
Max Meier Glatt (* 26. Januar 1912 in Berlin; † 14. Mai 2002 in London) war ein deutsch-britischer Psychiater und Suchtexperte. Er gehörte zu den hervorragenden Erforschern des Abhängigkeitssyndroms.

## Leben
Glatt musste wegen seiner jüdischen Herkunft gegen erhebliche Widerstände angehen, um studieren zu können. Dennoch wurde er 1936 als Neurologe von der Universität Leipzig promoviert. Als er nach den Novemberpogromen 1938 versuchte, nach Holland zu fliehen, wurde er an der Grenze festgenommen und in das KZ Dachau eingewiesen. Nach seiner Entlassung aus dem KZ Dachau emigrierte er nach Großbritannien. Dort wurde er nach Beginn des Zweiten Weltkrieges als feindlicher Ausländer erst auf die Isle of Man und dann auf einem Gefängnisschiff nach Australien deportiert. 1942 kehrte er nach Großbritannien zurück. Dort erfuhr er, dass seine Eltern nach Estland deportiert worden waren, wo sie später in einem Konzentrationslager ermordet wurden. Allein er und seine Schwester, der die Flucht nach Holland gelungen war, überlebten die Zeit des Nationalsozialismus.
Ab 1951 arbeitete Glatt als Arzt und Psychotherapeut in verschiedenen Londoner Kliniken. Er gehörte zu den Wissenschaftlern, die früh den Krankheitscharakter der Alkoholabhängigkeit postulierten und in diesem Sinne Lobbyarbeit bei der Weltgesundheitsorganisation (WHO) betrieben. Zudem wandte sich Glatt entschieden gegen die Kriminalisierung der Drogenabhängigkeit.
Im Jahr 1962 übernahm Glatt die Redaktion des British Journal of Addiction, diese Position hatte er fünfzehn Jahre inne.

## Veröffentlichungen (Auswahl)
- Alcoholic and the Help He Needs. 1973.
- Alcoholism. A Social Disease. Hodder and Stoughton London 1976, ISBN 0-340-19503-7.
- Der Alkoholiker und die Hilfe, die er braucht. Diagnose und Hilfen. Übersetzt aus dem Englischen von Elfriede Eder. Herder, Freiburg im Breisgau 1976, ISBN 3-210-24517-7.
- Drug Dependence. An International Review. Current Problems and Issues. 1977.
- The Dependence Phenomenon. 1983.